# Gerard Westermann
Gerhardus Bernardus Josephus Westermann (Leeuwarden, 25 december 1880 - Amsterdam, 2 februari 1971) was een Nederlands kunstschilder.

## Leven en werk
Gerard Westermann was een zoon van winkelier Georgius Henricus Josephus Westermann en Catharina Elizabeth Holsum. Hij was een leerling van Johannes Hendricus Jurres en studeerde aan de Rijksacademie in Amsterdam. Hij schilderde, maakte aquarellen en tekende. Zijn onderwerpen waren portretten, figuren, paarden en stillevens.
Met zijn schilderij paardenman won Westermann een bronzen medaille bij de kunstwedstrijden op de Olympische Zomerspelen 1932 in Los Angeles in de categorie waterverf en tekeningen.
Tussen 1918 en 1945 was hij docent aan de Rijksacademie in Amsterdam. Leerlingen van hem waren Leo Visser, Joop van den Broek en Jan Battermann. Zijn zoon Bert (filosoof, econoom en kunsthistoricus) was gehuwd met actrice Riek Schagen.
Westerman werkte ook onder het pseudoniem Johs. Labasky.
- Biografisch Portaal: 92589820
- Digitale Bibliotheek voor de Nederlandse Letteren: west177
- International Standard Name Identifier: 0000 0003 9169 0408
- RKD-Nederlands Instituut voor Kunstgeschiedenis: 83875
- Union List of Artist Names: 500102568
- Virtual International Authority File: 96442723
- WorldCat: E39PBJh8PdBKJ7gyYxmvXQYByd